# Mesapamea pulverosa
Mesapamea pulverosa là một loài bướm đêm trong họ Noctuidae.